# Filozofski vremeplov (XV. stoljeće)

## 1400-e
- 1401.
  - rodio se Nikola Kuzanski  (u. 1461.)

## 1450-e
- 1452.
  - rodio se Girolamo Savonarola (u. 1498)

## 1460-e
- 1461.
  - umro Nikola Kuzanski (r. 1401.)
- 1467.
  - rodio se Erazmo Roterdamski (u. 1536.)

## 1470-e
- 1471.
  - umro Toma Kempenac (r. 1380.)
- 1478.
  - rodio se Thomas More (u. 1535.)

## 1480-e
- 1484.
  - rodio se Julius Caesar Scaliger (u. 1558)
- 1498.
  - umro Girolamo Savonarola (r. 1452)